# Б-271 «Колпино»
Б-271 «Колпино» — российская дизель-электрическая подводная лодка проекта 636.3 «Варшавянка», входящая в состав 4-й отдельной бригады подводных лодок Черноморского флота ВМФ России. Шестой корабль проекта 636.3 «Варшавянка», назван в честь российского города воинской славы Колпино.

## История строительства
Лодка заложена 30 октября 2014 года на заводе «Адмиралтейские Верфи» в Санкт Петербурге под строительным номером 01675.
Была спущена на воду 31 мая 2016 года.
19 августа 2016 года вышла на ходовые испытания.
Передана Военно-морскому флоту России 24 ноября 2016 года.
Согласно плану, подлодка должна была сразу отправиться в пункт постоянной дислокации в Новороссийске, поскольку вся программа испытаний уже была отработана на Балтийском флоте, и необходимости в переходе на Северный флот не было.

## Служба
30 июля 2017 года подлодка принимала участие в Главном военно-морском параде в Санкт-Петербурге в честь дня ВМФ России.
В августе 2017 года подлодка совместно с однотипной подводной лодкой Б-268 «Великий Новгород» начала межфлотский переход с Балтики на Чёрное море.
28 августа 2017 года по сообщению пресс-службы ЮВО МО РФ подлодка совместно с подлодкой Б-268 «Великий Новгород» прибыли в Средиземное море. Планируется, что субмарины войдут в состав постоянного соединения Военно-морского флота в Средиземном море.

## Боевое применение

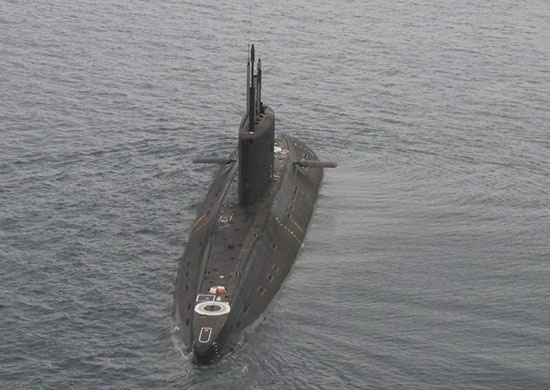
Подводная лодка «Колпино» Черноморского флота проходит Черноморские проливы. Апрель 2019 года

14 сентября 2017 года подлодка совместно с однотипной подводной лодкой Б-268 «Великий Новгород» из подводного положения в восточной части Средиземного моря, нанесли удар крылатыми ракетами «Калибр» по объектам террористической группировки «Исламское государство». Целями стали пункты управления, узлы связи, склады с вооружением боевиков в районах, расположенных юго-восточнее города Дайр-эз-Заур. Всего по объектам террористов выпущено семь крылатых ракет морского базирования. Дальность до целей составила от 500 до 670 километров. Данными объективного контроля подтверждено поражение всех запланированных целей.
5 октября 2017 года подлодка совместно с однотипной подводной лодкой Б-268 «Великий Новгород» из подводного положения в акватории Средиземного моря, нанесли удар 10 крылатыми ракетами «Калибр» по объектам террористической группировки «Исламское государство» в сирийской провинции Дайр-эз-Заур. В результате удара были уничтожены командные пункты террористов, крупные склады оружия и ангары с бронетехникой в районе города Меядин.
3 ноября 2017 года подлодка нанесла удар 6 крылатыми ракетами «Калибр» по объектам террористической группировки «Исламское государство» в районе населённого пункта Абу Кемаль в сирийской провинции Дайр-эз-Заур. Пуск осуществлялся из подводного положения на дальность свыше 650 км.

## Командиры
- капитан 2 ранга Дмитрий Скарга — с 15.12.2015 г. по н.в.[19].